# Ахтервелд
Ахтервелд (нід. Achterveld) — село в нідерландській провінції Утрехт. Входить до муніципалітету Лесден. Частина його території відноситься до сусіднього муніципалітету Барневелд.
Його площа становить 10,17 км², а населення станом на 2021 рік складало 2 625 осіб.
У квітні 1945 року село було місцем проведення перемовин між німецьким командувачем окупованими територіями Нідерландів Артуром Зейсс-Інквартом та представниками союзників, результатами яких зокрема стала домовленість про проведення гуманітарної операції «Манна» задля забезпечення мирного населення країни продовольством.

## Галерея

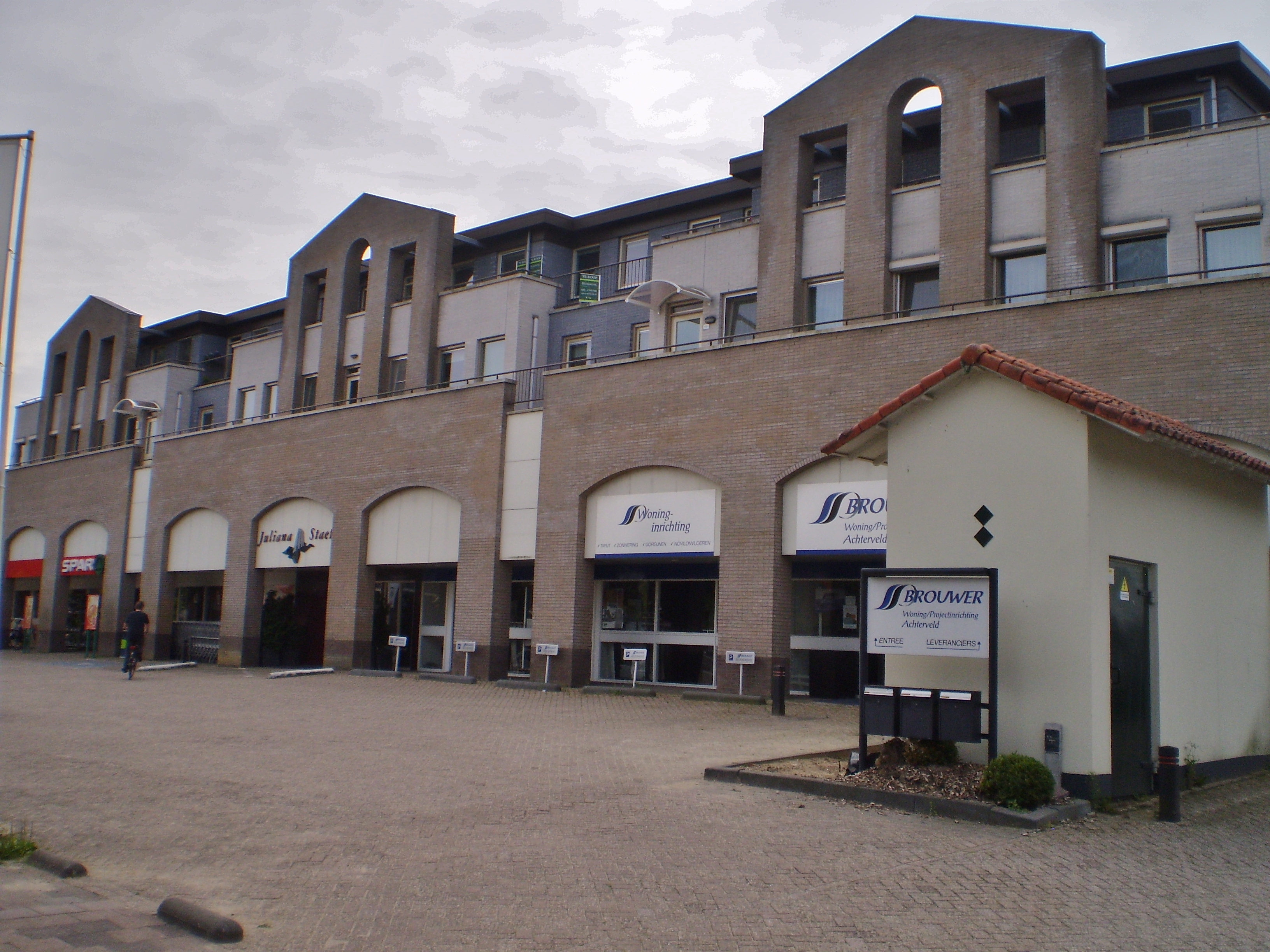
Житловий будинок з комерційною нерухомістю
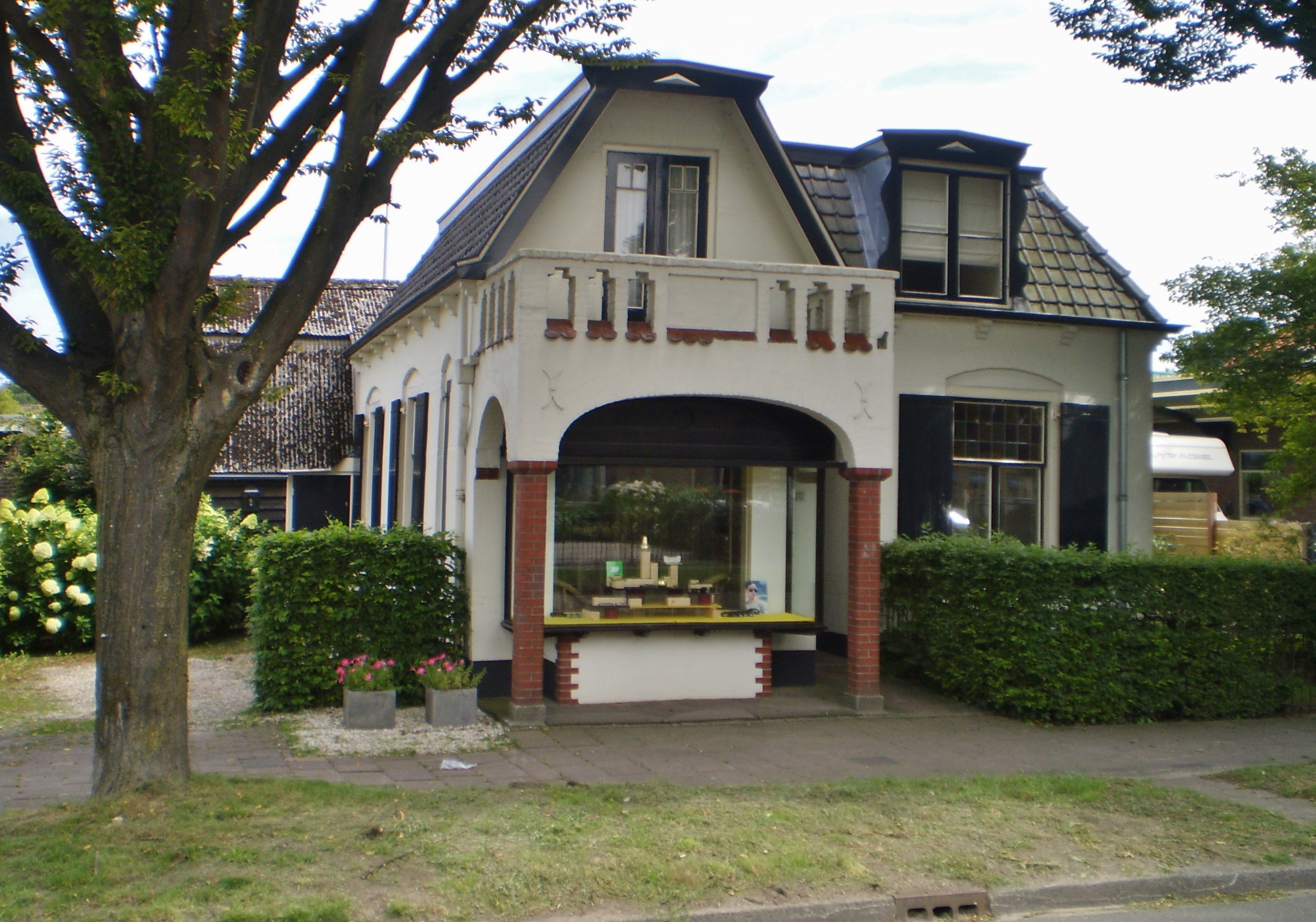
Будинок в Ахтервелді
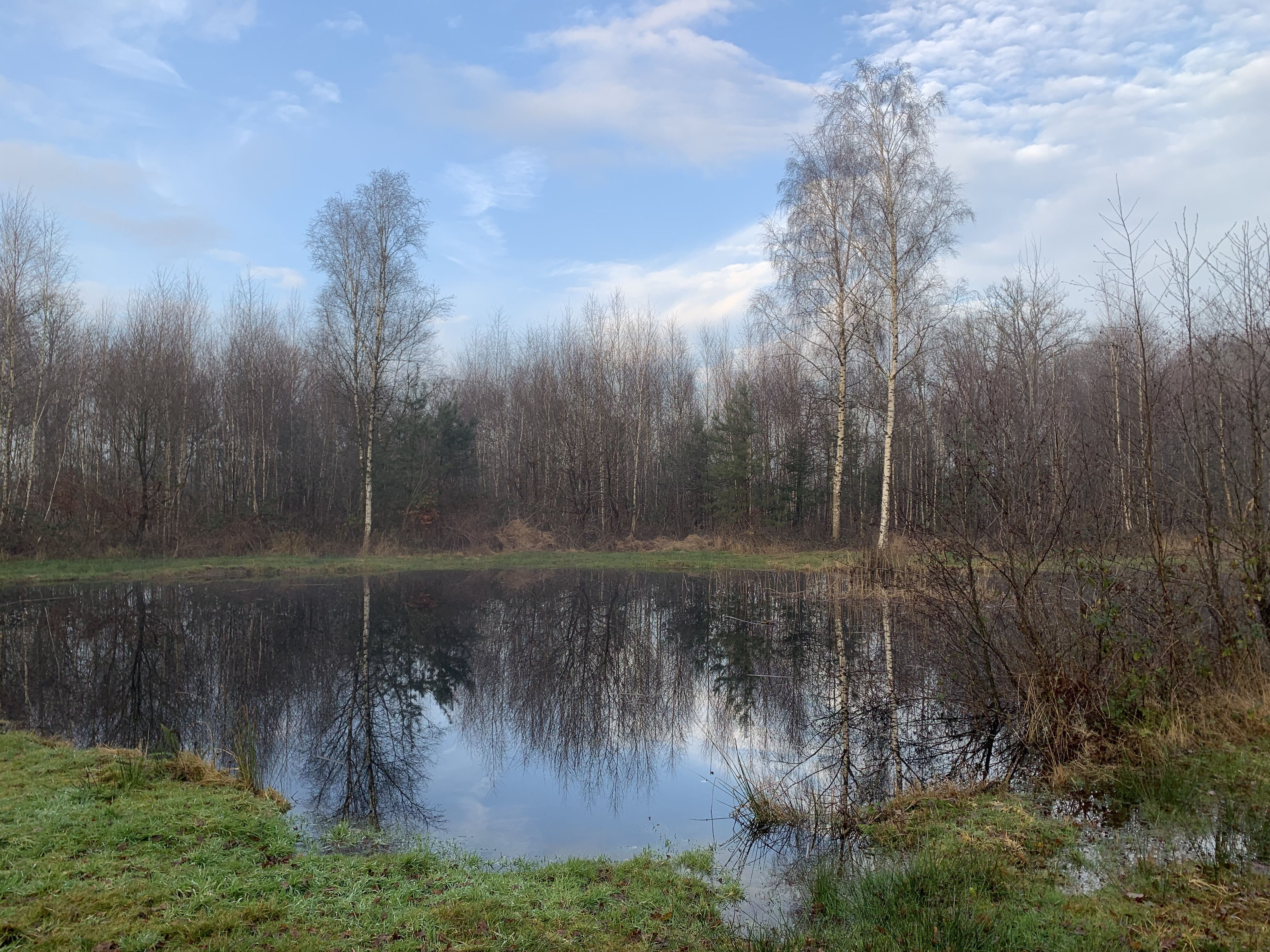
Пруд на території села
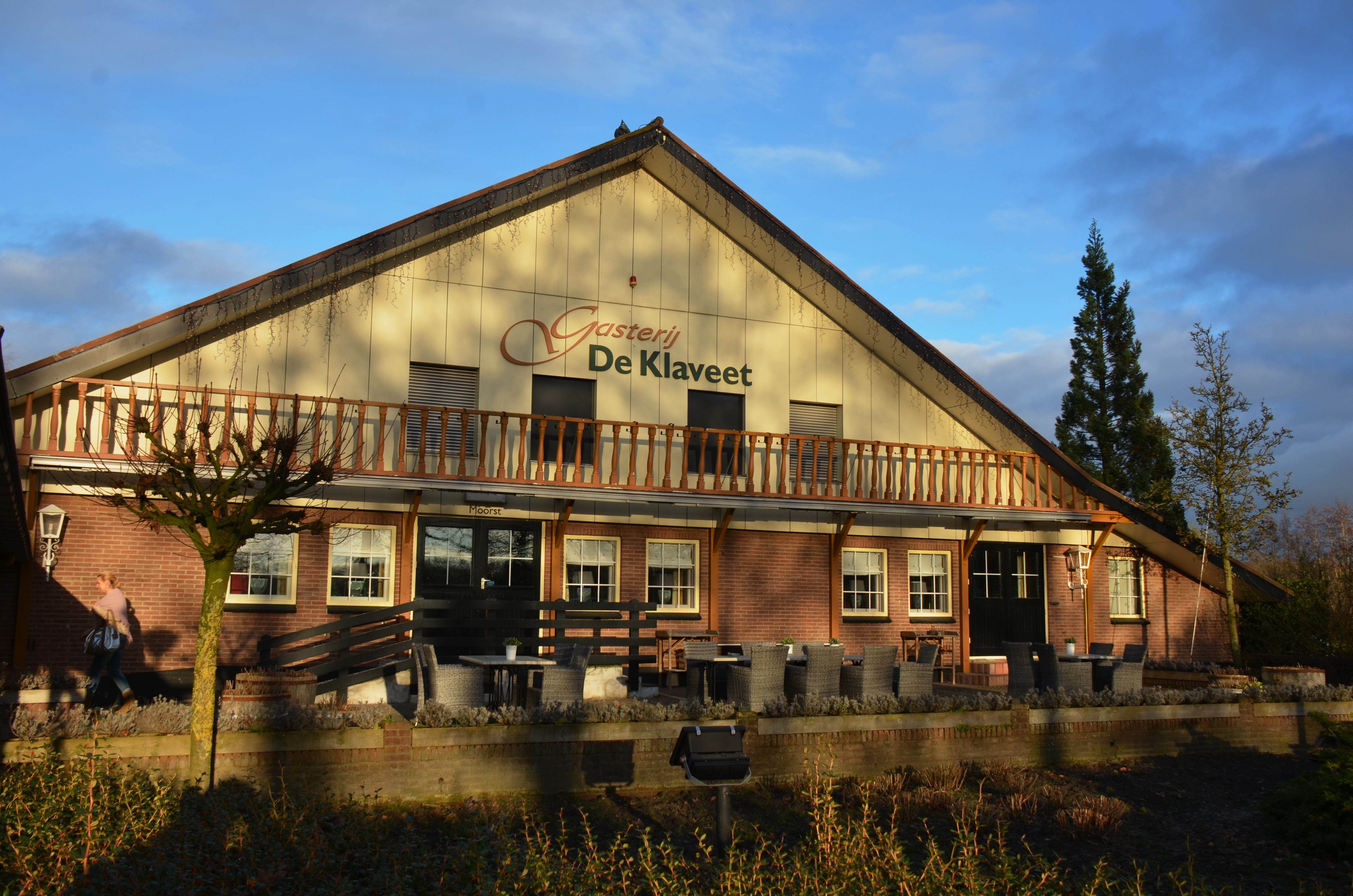
Сільський клуб